# Циветові
Циветові (лат. Hemigalinae) — підродина хижих ссавців з підряду котовидих (лат. Felimorpha), що містить 4 роди.  Види Hemigalinae є рідними для Південно-Східної Азії від Південного Китаю через Індокитай, Малайський півострів до Суматри, Борнео та Сулавесі.

## Характеристики

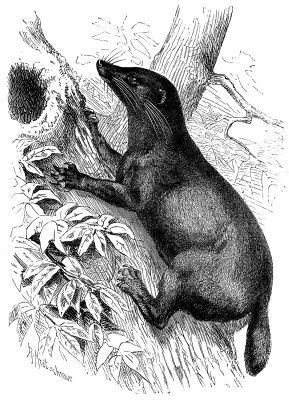
Cynogale bennettii

Члени цієї підродини живуть у лісах Південно-Східної Азії, як і всі віверові в основному нічні одинаки. Один напівводний монотипний вид, Cynogale bennettii має досить великі голову й тіло і короткий хвіст, інші три роди мають тонке подовжене тіло з гострим писочком. Ці тварини, як правило, живуть на землі і в більшій мірі м'ясоїдні, ніж інші віверові. Хробаки і комахи серед їх уподобань в їжі.